# ECOWAS
ECOWAS, (engelsk forkortelse for: Economic Community of West African States, på fransk: Communauté économique des États de l'Afrique de l'Ouest, CEDEAO), Det Vestafrikanske Økonomiske Fællesskab, er en økonomisk samarbejdsorganisation i Vestafrika. Organisationen blev oprettet 1975. Kadré Désiré Ouedraogo, Burkina Faso har siden d. 1. marts 2012 været præsident for organisationen. Alassane Ouattara, Elfenbenskystens præsident har siden d. 17. februar 2012 været formand.

## Nuværende medlemsstater
- Benin
- Burkina Faso
- Elfenbenskysten
- Gambia
- Ghana
- Guinea
- Guinea-Bissau
- Kap Verde
- Liberia
- Mali
- Niger
- Nigeria
- Senegal
- Sierra Leone
- Togo

Mauretanien forlod organisationen 2002. Efter et militærkup i landet i 2009 blev Guinea udelukket fra alle aktiviteter i organisationen. Niger, Mali og Burkina Faso meddeler, at de forlader organisationen den 28. januar 2024, en hidtil uset begivenhed siden oprettelsen af ECOWAS, og påstår især manglende hjælp fra organisationen i lyset af terrorisme og anklager den for at være under fremmede magters indflydelse.

## Fælles valuta
Benin, Burkina Faso, Elfenbenskysten, Guinea-Bissau, Mali, Niger, Senegal og Togo anvender alle vestafrikansk CFA-franc. Landerne indgår i en valutaunion med en fælles centralbank, Vestafrikas Centralbank i Dakar, Senegal.
Sammen med de øvrige medlemslande i ECOWAS planlægger Gambia, Ghana, Guinea, Nigeria og Sierra Leone at indføre en ny fremtidig fælles valuta. Liberia vil måske også være med i denne fremtidige valutaunion. Det er planen at valutaen skal hedde eco, og at landene skal have en fælles centralbank.

## Fælles fredsbevarende styrke
Organisationens  ledere blev 4. december 2022 enige om at etablere en regional fredsbevarende styrke. I følge formanden for ECOWAS-kommissionen, Omar Alieu Touray, vil man  handle for at “tage vare på vores egen sikkerhed i regionen,”  på det årlige topmøde i den nigerianske hovedstad Abuja.